# مولدشتاوزه
مولدشتاوزه (به آلمانی: Muldestausee) یک شهر در آلمان است که در آنهالت-بیترفلد واقع شده‌است. مولدشتاوزه ۱۱٬۹۰۴ نفر جمعیت دارد.